# Nguyễn Thị Nguyệt (cầu thủ bóng đá)
Nguyễn Thị Nguyệt (sinh ngày 5 tháng 11 năm 1992) là một cầu thủ bóng đá nữ Việt Nam thi đấu ở vị trí tiền đạo.

## Bàn thắng quốc tế
| #  | Ngày                | Địa điểm                                                       | Đối thủ   | Bàn thắng | Kết quả | Giải đấu                                |
| -- | ------------------- | -------------------------------------------------------------- | --------- | --------- | ------- | --------------------------------------- |
| 1. | 4 tháng 5 năm 2015  | Sân vận động Thống Nhất, Thành phố Hồ Chí Minh, Việt Nam       | Malaysia  | 3–0       | 7–0     | Giải vô địch bóng đá nữ Đông Nam Á 2015 |
| 2. | 30 tháng 7 năm 2016 | Sân vận động Mandalarthiri, Mandalay, Myanmar                  | Thái Lan  | 2–0       | 2–0     | Giải vô địch bóng đá nữ Đông Nam Á 2016 |
| 3. | 5 tháng 4 năm 2017  | Trung tâm Đào tạo Bóng đá trẻ Việt Nam (VYF), Hà Nội, Việt Nam | Syria     | 4–0       | 11–0    | Vòng loại Cúp bóng đá nữ châu Á 2018    |
| 4. | 7 tháng 4 năm 2017  | Trung tâm Đào tạo Bóng đá trẻ Việt Nam (VYF), Hà Nội, Việt Nam | Singapore | 8–0       | 8–0     | Vòng loại Cúp bóng đá nữ châu Á 2018    |

### U-19
| #  | Ngày                | Địa điểm                                                 | Đối thủ | Bàn thắng | Kết quả | Giải đấu                                 |
| -- | ------------------- | -------------------------------------------------------- | ------- | --------- | ------- | ---------------------------------------- |
| 1. | 6 tháng 10 năm 2011 | Sân vận động Thống Nhất, Thành phố Hồ Chí Minh, Việt Nam | Úc      | 1–1       | 3–4     | Giải vô địch bóng đá nữ U-19 châu Á 2011 |
| 2. | 6 tháng 10 năm 2011 | Sân vận động Thống Nhất, Thành phố Hồ Chí Minh, Việt Nam | Úc      | 3–1       | 3–4     | Giải vô địch bóng đá nữ U-19 châu Á 2011 |